# لطيف (دربندرود)
لطیف (بالفارسية: لطیف) هي قرية تقع في إيران في قسم دربندرود الريفي. يقدر عدد سكانها بـ 142 نسمة بحسب إحصاء 2016.